# Axiidea
Axiidea (лат.) — инфраотряд ракообразных из отряда десятиногих (Decapoda). Более 400 видов. 
Отличаются клешневидными первой и второй парами переопод. Большинство видов ведут скрытный образ жизни, зарываются в прибрежный грунт и редко покидают свои норки.

## Систематика
465 видов и 128 родов. Ранее, представители Axiidea вместе с Gebiidea входили в состав таксона Thalassinidea (где в сумме в 2010 году было 631 вид и 108 родов). Включает следующие семейства ракообразных:
- Axiidae Huxley, 1879
  - = Calocarididae Ortman, 1891 = Eiconaxiidae Sakai & Ohta, 2005 = Eiconaxiopsididae Sakai, 2011
- Callianassidae Dana, 1852
  - = Ctenochelinae Manning & Felder, 1991
- Callianideidae Kossmann, 1880
- Ctenochelidae Manning & Felder, 1991
- Micheleidae K. Sakai, 1992
- Strahlaxiidae Poore, 1994
- ?Thomassiniidae  de Saint Laurent, 1979